# Parsonsia philippinensis
Parsonsia philippinensis är en oleanderväxtart som beskrevs av Elmer Drew Merrill. Parsonsia philippinensis ingår i släktet Parsonsia och familjen oleanderväxter. Inga underarter finns listade i Catalogue of Life.